# أوقست فريدريك مولر
أوقست فريدريك مولر (بالألمانية: August Friedrich Müller)‏ هو كاتب وفيلسوف ألماني، ولد في 15 ديسمبر 1684 في بينيغ في ألمانيا، وتوفي في 1 مايو 1761 في لايبزيغ في ألمانيا.